# Shindendzukuri
Shindendzukuri (寝殿造 (Tẩm điện tạo)) là một phong cách kiến trúc thời Bình An (794－1185) ở Nhật Bản, được sử dụng chủ yếu cho các cung cấm và nơi ở của giới quý tộc.

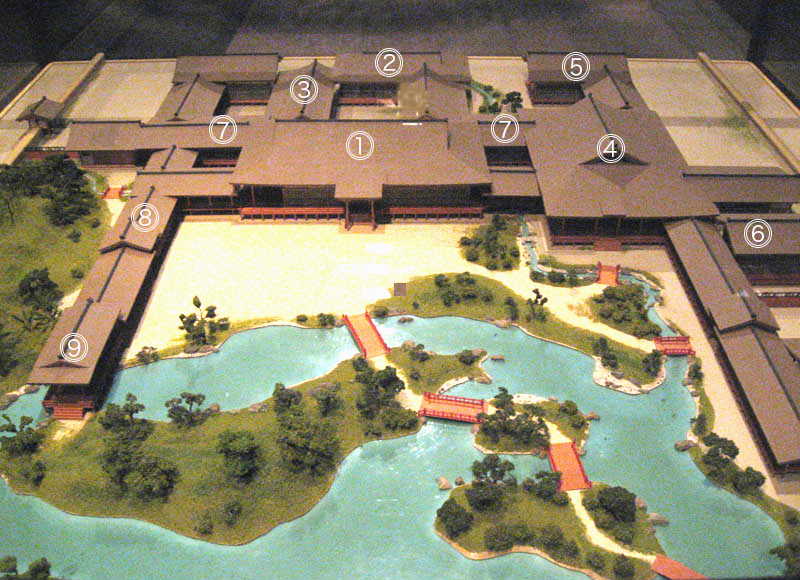
Mô hình của Đông Tam Điều điện, một quần thể kiến trúc shinden-zukuri điển hình (nay không còn tồn tại).
1. Tẩm điện (寝殿, Shinden), 2. Bắc đối (北対, Kita-no-tai), 3. Tế điện (細殿, Hosodono), 4. Đông đối (東対, Higashi-no-tai), 5. Đông bắc đối (東北対, Higashi-kita-no-tai)) 6. Thị sở (侍所, Samurai-dokoro), 7. Độ điện (渡殿, Watadono), 8. Trung môn lang (中門廊, Chūmon-rō), 9. Điếu điện (釣殿, Tsuridono)
----

Vào năm 894, Nhật Bản bãi bỏ khiển đường sử (kentōshi, phái bộ Nhật đến Trung Quốc thời nhà Đường), tách mình ra khỏi văn hóa Trung Hoa và phát triển một nền văn hóa gọi là 'Kokufu bunka (tức là văn hóa dân tộc), phù hợp với khí hậu và gu thẩm mĩ của Nhật Bản. Phong cách này là một biểu hiện của Kokufu bunka trong kiến trúc, thể hiện rõ nét nét độc đáo và xác định đặc điểm của kiến trúc Nhật Bản sau này. Các đặc điểm của phong cách này là cấu trúc mở, một vài bức tường có thể đóng mở bằng cửa, bộ (shitomi) và liêm (sudare), chỗ cởi giày trước khi bước vào sàn, ngồi/ngủ trực tiếp trên chiếu tatami mà không cần ghế hay giường, mái nhà làm bằng vỏ cây hinoki (cây bách Nhật) nhiều lớp chứ không dùng gạch men, cùng kết cấu tự nhiên không sơn trên các cây cột.
Phong cách này đạt đến đỉnh cao vào thế kỉ 10 đến thế kỉ 11, nhưng khi tầng lớp samurai giành được quyền lực trong thời kì Liêm Thương (1185－1333), phong cách buke-zukuri trở nên phổ biến rồi đến thời Thất Đinh (1336－1573) thì giảm đi do sự phát triển của phong cách shoin-zukuri.

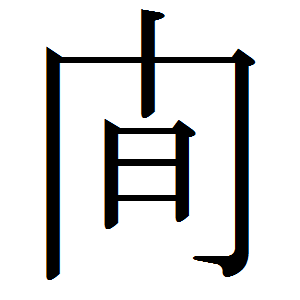
Lược tự cho chữ 間 trong tiếng Nhật.

## Cấu trúc
Các đặc điểm chính của tẩm điện tạo là sự đối xứng của nhóm các gian nhà và những không gian ở giữa chúng.
Một biệt thự thường được đặt trên 1 chō (町 (đinh) 109.1 m). Nhà chính là shinden (寝殿 (tẩm điện)), nằm trên trục trung tâm bắc-nam và hướng về phía nam trên một khoảng sân rộng. Hai nhà phụ, tai-no-ya (對屋・対屋 (Đối ốc)), xây ở bên phải và bên trái tẩm điện, cả hai đều chạy theo hướng đông-tây. Đối ốc và tẩm điện nối vào nhau bởi hai hành lang được gọi lần lượt là Thấu độ điện (透渡殿 sukiwatadono) và Độ điện (渡殿 watadono). Trung môn lang (中門廊 Chūmon-rō) nằm ở điểm giữa của hai hành lang dẫn đến sân phía nam, là nơi nhiều nghi lễ được cử hành. Từ độ điện, các hành lang hẹp kéo dài về phía nam rồi kết thúc ở Điếu điện (釣殿 Tsuridono), những gian nhà nhỏ chạy theo hình chữ U quanh sân trong. Các quý tộc giàu có còn xây dựng nhiều cung điện hơn ở phía sau shinden và tai-no-ya.
Gian phòng ở chính giữa tẩm điện (moya (母屋 (mẫu ốc)) được bao quanh bởi một lối đi có mái che (rộng một gian) được gọi là hisashi (廂・庇 (sương)). Moya là một không gian lớn, được phân vùng bởi các bình phong di động. Khách và người trong nhà ngồi trên chiếu trải riêng. Khi phong cách này phát triển, moya trở thành một không gian công cộng, trang trọng và hisashi thì chia thành các không gian riêng tư. Kể từ khi nhà cửa theo phong cách tẩm điện tạo phát triển mạnh mẽ trong thời kì Bình An, nhà cửa có xu hướng trang trí bằng nghệ thuật đặc trưng của thời đại này.
Phía trước moya bên kia sân là một khu vườn có ao. Nước chảy từ suối yarimizu (遣水 (Khiển thuỷ)) vào một cái ao lớn nằm ở phía nam sân trong. Trong ao có những cù lao, cây cầu kết hợp với hình núi, cây, đá nhằm tạo cảm giác như đang ở cõi Phật A-di-đà.

Các thị vệ và lính canh sinh sống ở cổng phía đông.

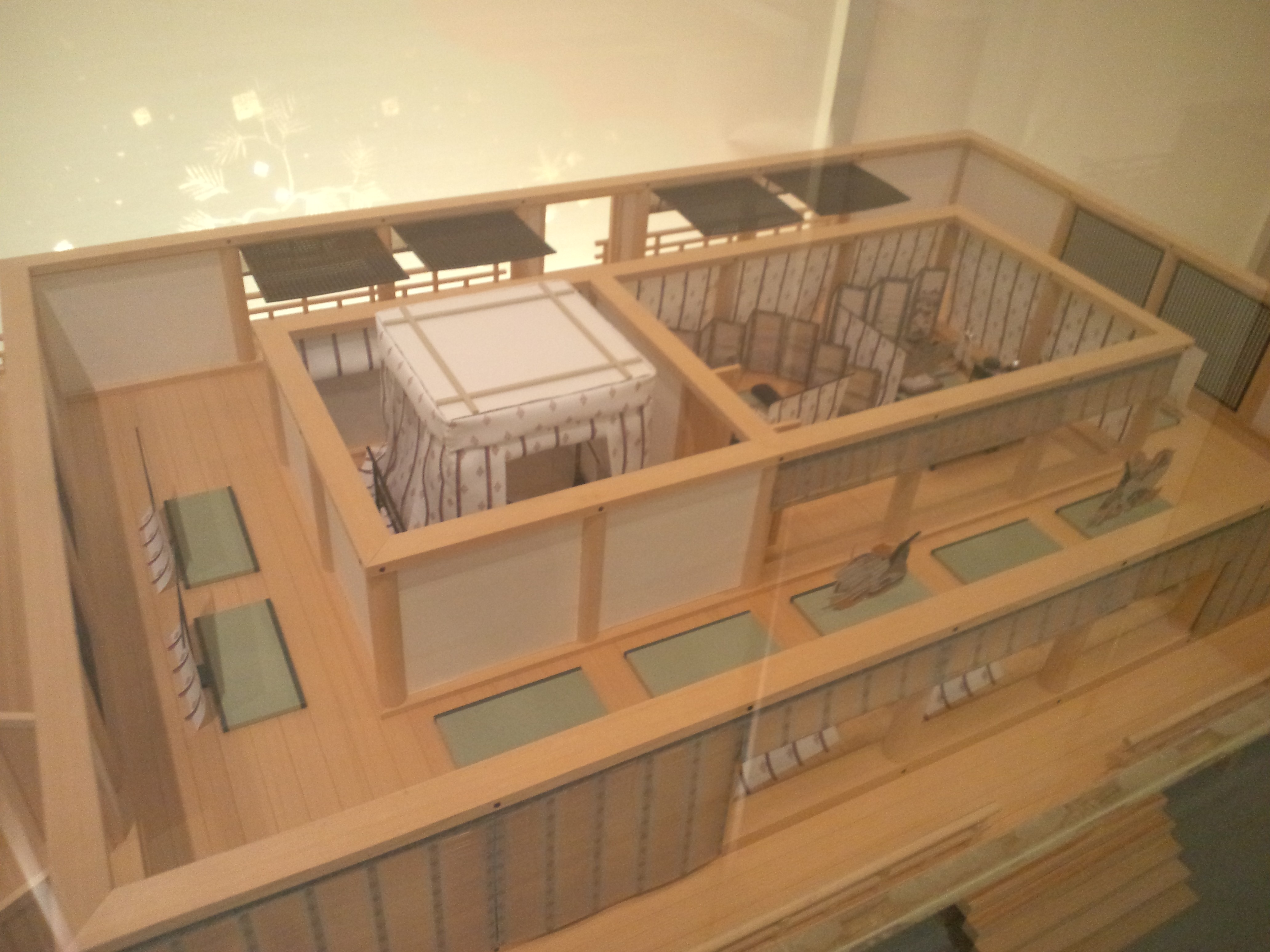
Mô hình bảo tàng của Saiō (斎王 (Trai vương)?). Có thể thấy Hisashi bao quanh moya. Moya được ngăn thành một tiền phòng và một buồng nurigome (塗篭), một buồng ngủ rộng 2 × 2 gian, có tường thạch cao, bên trong chứa trướng đài (帳台 chōdai). Cánh cửa chớp mưa có bản lề cứng ở phía xa là hajitomi; có rèm cuộn ở phía gần misu (tức sudare).
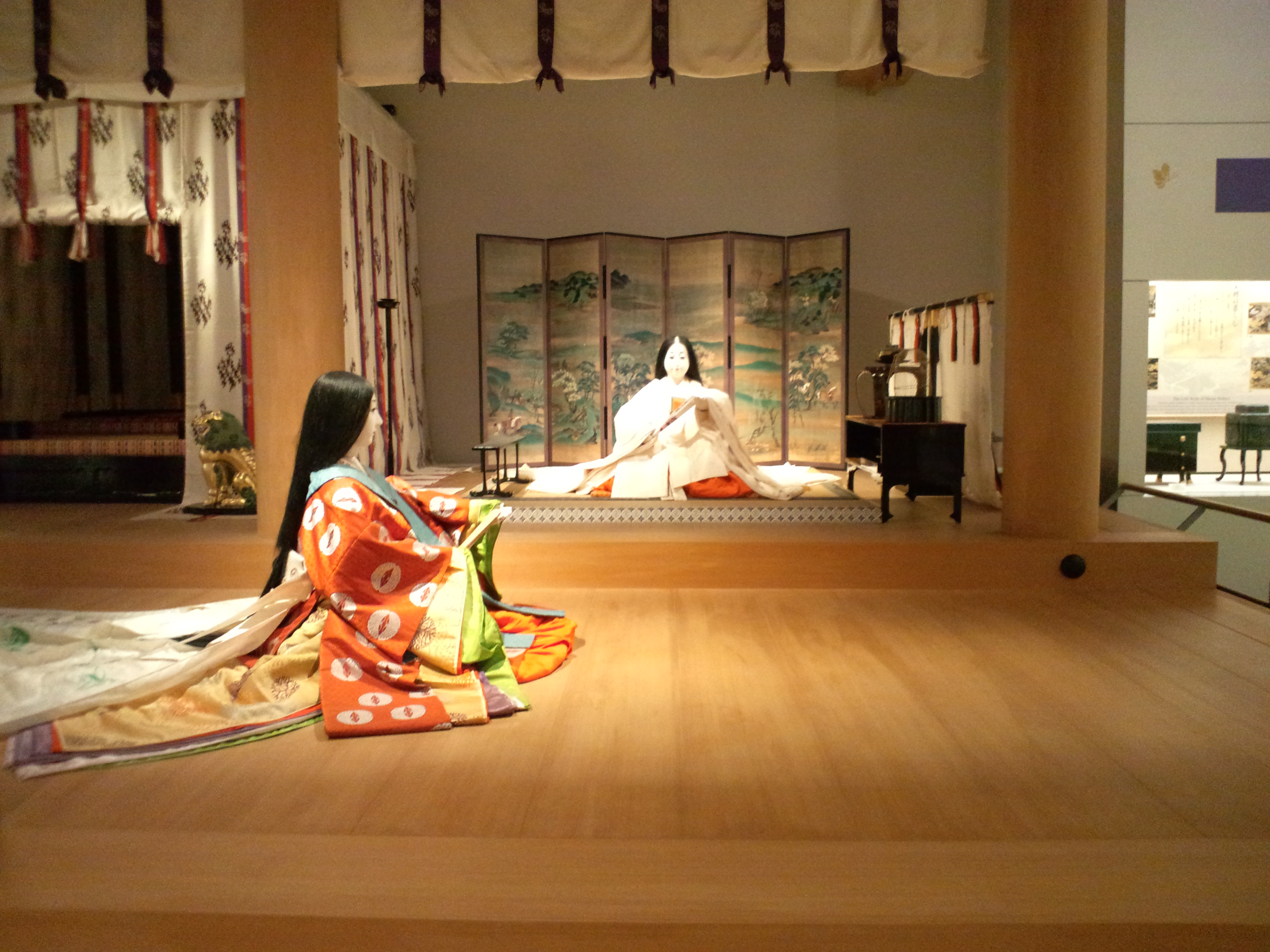
Tái thiết các đồ nội thất của cùng một nhà. Trai vương ngồi trên bục, phía sau có bình phong, tay trái có kỷ trướng, tay phải có trướng đài. Bên trên và đằng trước có rèm bích đại (壁代) buộc lên.

## Phong cách chịu ảnh hưởng khác

### Buke-zukuri
Buke-zukuri là kiểu nhà xây dựng cho gia đình võ sĩ. Nó có cấu trúc tương tự như shindendzukuri, nhưng khác biệt về phòng ốc để cho khác biệt giữa nhà quý tộc và nhà võ sĩ. Trong thời kì các gia đình võ sĩ nắm quyền lực đối với giới quý tộc thì các khu nhà ở đã thay đổi. Mỗi đại nhân phải xây dựng thêm gian nhà giữ vệ binh xung quanh mình, có võ khí trong tầm với để phòng vệ khi bị tấn công bất ngờ. Nhằm giúp đề phòng bị đột kích, người ta xây thêm những yagura (櫓, 矢倉 (lỗ, thi thảng)) và đuốc rải quanh vườn, để khi cần có thể thắp đuốc nhanh.
Khi lượng người cùng sống dưới một mái nhà tăng lên, những gian phòng bổ sung gọi là hiro-bisashi được người ta xây dựng tập trung chung quanh shinden. Thiện sở (膳所 zensho) cũng xây to hơn để có đủ người nấu tất cả thức ăn cho binh lính cùng các thành viên trong gia đình.
Không giống như shindendzukuri, nhà cửa kiểu buke-zukuri có kiến trúc đơn giản và thiết thực, tránh xa khỏi phong cách chìm đắm trong nghệ thuật và cái đẹp vốn đã dẫn đến sự sụp đổ của triều đình Heian. Các gian phòng đặc trưng của một gian nhà buke-zukuri như sau:
- Xuất cư (出居 Dei?)
- Tế công sở (細工所 Saikusho?)
- Cục (局 Tsubone?)
- Xa túc (車宿 Kuruma-yadori?)
- Trì phật đường (持佛堂 Jibutsu-dō?)
- Gakumon-jō
- Daidokoro
- Phần hoả gian (焚火間 Takibi-no-ma?)
- Mã trường điện (馬場殿 Baba-den?)
- Cứu (厩 Umaya?)

Phong cách buke-zukuri đã biến đổi trong suốt thời kì Liêm Thương và Thất Đinh, theo thời gian, các gian phòng trong nhà theo phong cách buke-zukuri cũng giảm đi, khi mà các daimyō bắt đầu sử dụng tới thành luỹ.

## Các ví dụ còn tồn tại
Không còn tồn tại ví dụ gốc gác nào về nhà ở theo phong cách tẩm điện tạo. Người ta thường nói rằng Bình Đẳng viện chính là phong cách shindendzukuri hiện còn sót lại.
một số cấu trúc hiện còn theo phong cách và thiết kế tương tự:
- Kinh Đô Ngự Sở  (京都御所)
- Sảnh Phượng hoàng ở Byōdō-in (平等院)
- Chùa Pháp Thành (法成寺)